# Швебер, Самуэль
Самуэль Швебер (исп. Samuel Schweber; 16 июля 1936, Буэнос-Айрес — 1 января 2017, Буэнос-Айрес) — аргентинский шахматист; международный мастер (1961).

## Шахматная карьера
Вице-чемпион Аргентины 1963 года (уступил в дополнительном матче-турнире с участием Х. Кляйна и Р. Гарсия) и 1968 года (уступил в дополнительном матче Р. Сангинетти).
Участник 3-го чемпионата мира среди юниоров (1955) в г. Антверпене (9-е место, 24 участника).
В составе национальной сборной участник следующих соревнований:
- 5 олимпиад (1960, 1964—1966, 1980 и 1984). На 14-й Олимпиаде в Лейпциге (1960) показал 2-й результат на резервной доске.
- 1-й Панамериканский командный чемпионат (1971) в пров. Тукуман. Команда Аргентины заняла 1-е место; С. Швебер, выступая на 1-й резервной доске, также получил золотую медаль в индивидуальном зачёте.

В межзональном турнире 1962 в Стокгольме — 19-20 место; разделил 3-6 место в 5-м Панамериканском личном чемпионате (1966) в Гаване.

## Изменения рейтинга
| Графики недоступны из-за технических проблем. См. информацию на Фабрикаторе и на mediawiki.org. |